# オホーツクビール
オホーツクビールは北海道北見市に所在する株式会社。また、同社が醸造、販売するビールのブランド名でもある。
日本では、1994年に酒税法が改正され、ビールの最低製造数量基準が緩和されたことにより地ビールのブームが発生することになるが、この時に製造免許の申請し、取得第1号となったのがオホーツクビールである。なお、開業はエチゴビールのほうが早く、オホーツクビールは開業2号となる。このため、エチゴビールともども「日本初の地ビール（メーカー）」と称されている。
1998年には、ビール醸造の永久免許を取得している。

## 概略
1987年、北見市を含むオホーツク地域から農業とそれを取り巻く環境視察を目的としてドイツバイエルン州への視察が行われた。そこで、視察団の一行はドイツのビール文化に感動することになる。北見市近郊では当時からビール用の大麦の栽培を行っており、ビール好きの有志によって「ビール研究会」が発足し、地元の人々に楽しめるビール造りを目標として、ビールの製造方法や販売に向けてのプロセス、ドイツの文化といった研究、勉強を行った。ビール研究会は発展し、「北見地域開発研究会」となる。
しかし、当時の（改正前の）酒税法では、ビール醸造免許の取得には年間2000キロリットル以上を製造する必要があり、この製造量が最大の壁となって立ち塞がっていた。1993年にこの規制の緩和が発表されたことで、研究会は、1994年3月に水元尚也を社長としてオホーツクビール株式会社を設立。同年4月に免許を申請（酒税法改正後の申請第一号）、同年6月にビール製造内免許を取得、醸造施設が完成したことで同年12月には、酒税法改正後、日本で初めてとなるビールの製造本免許を取得することになる。
1995年1月には完成したビールの試飲会を行い、1995年3月17日に醸造場併設レストランとなる「オホーツクビアファクトリー」をオープンさせた。

## 影響
オホーツクビールは、ビールの原料に北見産の二条大麦から作られた麦芽を使用しており、地場産の高付加価値化に大きな貢献をしているとみられている。また、ビールのみならず、ホットビールやビールから造られたモルトビネガーといった新しい製品の開発にも積極的に取り組んでいる。